# 花の舞酒造
花の舞酒造株式会社（はなのまいしゅぞう）とは静岡県浜松市浜名区宮口にある清酒メーカー。また同名の日本酒を醸造している。
本社は庚申寺の門前にある。

## 受賞歴
全国新酒鑑評会
平成14酒造年 - 30酒造年
- 「花の舞」金賞受賞 - 平成29年、30年受賞